# Irene Siragusa
Irene Siragusa (* 23. Juni 1993 in Poggibonsi) ist eine italienische Leichtathletin, die sich auf den Sprint spezialisiert hat. Mit der italienischen 4-mal-100-Meter-Staffel siegte sie 2022 bei den Mittelmeerspielen in Oran.

## Sportliche Laufbahn
2011 nahm Irene Siragusa an den U20-Europameisterschaften in Tallinn teil und gewann dort mit der italienischen Staffel die Silbermedaille. Über 200 Meter schied sie bereits im Vorlauf aus. Bei den Juniorenweltmeisterschaften scheiterte sie über 200 Meter im Halbfinale und mit der Staffel in der Vorrunde. Bei den U23-Europameisterschaften in Tampere 2013 startete Siragusa erstmals über 100 Meter und konnte dort im Finale den siebten Rang belegen. Über 200 Meter erreichte sie das Halbfinale und sie gewann Bronze mit der 4-mal-100-Meter-Staffel. Bei den Europameisterschaften 2014 schied Siragusa über 100 und 200 Meter im Semifinale aus und verpasste mit der Staffel als Viertplatzierte nur knapp eine weitere Medaille. Die U23-Europameisterschaften in Tallinn verliefen erneut sehr erfolgreich. Über 100 Meter belegte sie den sechsten Platz und über 200 Meter schied sie erneut im Vorlauf aus. Die Staffel der Italienerinnen gewann diesmal die Silbermedaille und somit erhielt Siragusa einen Startplatz für die Staffel für die Weltmeisterschaften 2015 in Peking, bei der die italienische Staffel im Vorlauf ausschied.
2016 startete Siragusa bei den Europameisterschaften 2016 in Amsterdam über beide Sprintdistanzstrecken und mit der Staffel. Während sie in beiden Einzelwettbewerben bereits in der Vorrunde ausschied, gelangte die italienische Staffel ins Finale und belegte dort den achten Platz. 2017 siegte sie bei der Universiade in Taipeh in 22,96 s über 200 Meter und belegte in 11,31 s über 100 Meter den zweiten Platz hinter der Jamaikanerin Sashalee Forbes. 2018 belegte sie bei den Mittelmeerspielen in Tarragona in 23,11 s den vierten Platz über 200 Meter und gewann mit der Staffel in 43,63 s die Bronzemedaille hinter den Teams aus Frankreich und Spanien. Anschließend schied sie bei den Europameisterschaften in Berlin mit 11,60 s und 23,30 s jeweils im Halbfinale über 100 und 200 Meter aus und belegte mit der Staffel in 43,42 s den siebten Platz. Bei den IAAF World Relays 2019 in Yokohama belegte sie in 44,29 s den fünften Platz und bei den Weltmeisterschaften in Doha klassierte sie sich mit 42,98 s im Finale auf dem siebten Platz. Daraufhin belegte sie bei den Militärweltspielen in Wuhan in 23,73 s den sechsten Platz über 200 Meter und wurde auch mit der Staffel in 44,95 s Sechste. 2021 startete sie bei den Halleneuropameisterschaften in Toruń im 60-Meter-Lauf und schied dort mit 7,37 s in der ersten Runde aus. Anfang Mai siegte sie bei den World Athletics Relays im polnischen Chorzów überraschend in 43,79 s und verhalf Italien damit zu einem Staffelquotenplatz für die Olympischen Spiele. Im August nahm sie mit der Staffel an den Olympischen Spielen in Tokio teil, verpasste dort aber trotz neuer Landesrekordzeit von 42,84 s den Finaleinzug.
2022 belegte sie bei den Mittelmeerspielen in Oran mit 23,27 s auf dem vierten Platz über 200 Meter und siegte in 43,68 s mit der italienischen 4-mal-100-Meter-Staffel. Anschließend schied sie bei den Europameisterschaften in München mit 11,56 s im Halbfinale über 100 Meter aus und schied auch über 200 Meter mit 23,46 s im Semifinale aus. Im Jahr darauf schied sie bei den Halleneuropameisterschaften in Istanbul mit 7,39 s ebenfalls im Halbfinale über 60 Meter aus. Bei den World Athletics Relays 2024 auf den Bahamas wurde sie in 42,60 s Erste im A-Lauf in der 2. Qualifikationsrunde über 4-mal 100 Meter und sicherte damit dem italienischen Team einen Startplatz für die Olympischen Spiele in Paris. Anschließend schied sie bei den Europameisterschaften in Rom mit 23,17 s im Halbfinale über 200 Meter aus und verpasste im Staffelbewerb mit 43,27 s den Finaleinzug. Im August kam sie bei den Olympischen Sommerspielen in Paris mit der Staffel mit 43,03 s nicht über den Vorlauf hinaus.
In den Jahren 2014 und 2017 wurde Siragusa italienische Meisterin im 100-Meter-Lauf sowie 2014 und 2018 über 200 Meter. Zudem wurde sie 2020 Hallenmeisterin über 60 Meter.

## Persönliche Bestleistungen
- 100 Meter: 11,21 s (+1,1 m/s), 17. Juni 2018 in Orvieto
  - 60 Meter (Halle): 7,30 s, 25. Januar 2020 in Ancona
- 200 Meter: 22,96 s (−1,4 m/s), 26. August 2017 in Taipeh
  - 200 Meter (Halle): 23,60 s, 28. Januar 2018 in Ancona